# 加利福尼亚大街站
加利福尼亚大街站（英語：California Avenue station）位于美国加利福尼亚州帕罗奥图，是加州列车（Caltrain）的车站之一。该站为旧金山、圣马刁县和圣克拉拉县的通勤者提供服务。